# Mitnagdí
Los Mitnagdíes o misnagdíes (en hebreo: מתנגדים, mitnagdim) (en español: oponentes) constituyen uno de los grupos dentro de los haredíes o judíos ultraortodoxos.
Fue un movimiento religioso entre los judíos de Europa del Este que resistió el surgimiento del jasidismo en los siglos XVIII y XIX. Los Misnagdim se concentraron particularmente en Lituania, donde Vilna sirvió como el bastión del movimiento, pero el establecimiento emprendió actividades anti-jasídicas en muchos lugares. Los enfrentamientos más severos entre las facciones se produjeron en el último tercio del siglo XVIII; el hecho de no contener el jasidismo llevó a los misnagdim a desarrollar filosofías religiosas e instituciones comunitarias distintas, que no eran simplemente una perpetuación del antiguo statu quo, sino que a menudo eran innovadoras. Los resultados más notables de estos esfuerzos, iniciados por Jaim de Volozhin y continuados por sus discípulos, fueron la Yeshivá moderna e independiente y el movimiento del Musar. Desde finales del siglo XIX, las tensiones con los jasidim disminuyeron en gran medida y los herederos de Misnagdim adoptaron el epíteto Litvishe o Litvaks.

## Orígenes
La rápida expansión del jasidismo en la segunda mitad del siglo XVIII preocupó mucho a muchos rabinos tradicionales; muchos lo vieron como herético. Gran parte del judaísmo todavía temía los movimientos mesiánicos de los sabateanos y los frankistas (seguidores del pretendiente mesiánico Jacob Frank (1726-1791)). Muchos rabinos sospecharon que el jasidismo tenía una conexión íntima con estos movimientos.
El fundador del jasidismo fue el rabino Israel ben Eliezer (ca.1700-1760), conocido como Baal Shem Tov ("maestro de un buen nombre" generalmente aplicado a un santo judío que también era un hacedor de maravillas), o simplemente por el acrónimo " Besht" ( hebreo : בעש"ט ); enseñó que la relación del hombre con Dios dependía de la experiencia religiosa inmediata, además del conocimiento y la observancia de los detalles de la Torá y el Talmud.
El enfoque característicamente misnagdim del judaísmo estuvo marcado por una concentración en el estudio altamente intelectual del Talmud; sin embargo, de ninguna manera rechazó el misticismo. Los líderes del movimiento, como Gaón de Vilna y Jaim de Volozhin, estaban profundamente inmersos en la Cábala, su diferencia con los jasidim era su oposición a involucrar las enseñanzas y consideraciones místicas en la vida pública, fuera de los círculos elitistas que estudiaban y practicaban la Cábala. La inclinación de los líderes jasídicos a gobernar en asuntos legales, vinculantes para toda la comunidad (a diferencia de las restricciones adoptadas voluntariamente por unos pocos), basadas en consideraciones místicas, enfureció mucho a los Misnagdim. En otro nivel teórico, Jaim de Volozhin y sus discípulos no compartían la noción básica del jasidismo de que el hombre podía captar la inmanencia de la presencia de Dios en el universo creado, siendo así capaz de trascender la realidad ordinaria y potencialmente infundir acciones comunes con significado espiritual. Sin embargo, la posición exacta de Volozhin sobre el tema está sujeta a debate entre los investigadores. Algunos creen que las diferencias entre las dos escuelas de pensamiento eran casi semánticas, mientras que otros consideran que su comprensión de las doctrinas clave es marcadamente diferente.
Lituania se convirtió en el corazón de la oposición tradicionalista al jasidismo, hasta el punto de que, en la percepción popular, "lituano" y "mal gobernado" se convirtieron en términos virtualmente intercambiables. De hecho, sin embargo, una minoría considerable de judíos de la Gran Lituana pertenecen a grupos jasídicos, incluidos Jabad, Slonim, Karlin-Stolin ( Pinsk ), Amdur y Koidanov.
La primera oposición documentada al Movimiento Jasidim fue de la comunidad judía en Shklow, Bielorrusia en el año 1772. Los rabinos y los líderes de la comunidad expresaron su preocupación por los jasidim porque se dirigían a Bielorrusia. Los rabinos enviaron cartas prohibiendo las casas de oración jasídicas, instando a quemar los textos jasídicos y humillando a los líderes jasídicos prominentes. Los rabinos encarcelaron a los líderes jasídicos en un intento de aislarlos para que no entraran en contacto con sus seguidores.

## Oposición del Gaón de Vilna
Las prohibiciones de excomunión contra los judíos jasídicos en 1772 fueron acompañadas por la destrucción pública de varios panfletos jasídicos tempranos. El Gaón de Vilna, Elijahu ben Shlomó Zalman, un rabino prominente, galvanizó la oposición al judaísmo jasídico. Creía que las afirmaciones de milagros y visiones hechas por los judíos jasídicos eran mentiras y engaños. Un punto clave de oposición fue que Gaón de Vilna sostuvo que la grandeza en la Torá y la observancia deben provenir de los esfuerzos humanos naturales en el estudio de la Torá sin depender de ningún "milagro" y "maravilla" externa. Por otro lado, el Ba'al Shem Tov se centró más en animar y elevar la moral del pueblo judío, especialmente después de los pogromos de Chmelnitzki (1648-1654) y las secuelas de la desilusión en las masas judías tras la emoción milenaria aumentada por las afirmaciones mesiánicas fallidas de Sabbatai Zevi y Jacob Frank. Los opositores a los jasidim sostuvieron que los jasidim veían a sus rabinos de una manera idólatra.

## Respuesta al alza del jasidismo
Con el surgimiento de lo que se conocería como jasidismo a fines del siglo XVIII, las autoridades rabínicas conservadoras establecidas trabajaron activamente para detener su crecimiento. Mientras que antes de las sinagogas jasídicas separatistas se oponían ocasionalmente pero se controlaban en gran medida, su propagación a Lituania y Bielorrusia provocó un esfuerzo concertado de los rabinos opuestos para detener su propagación.
A fines de 1772, después de unir a los eruditos de Brisk, Minsk y otras comunidades bielorrusas y lituanas, Gaón de Vilna emitió la primera de muchas cartas polémicas contra el naciente movimiento jasídico, que se incluyó en la antología anti-jasídica, Zemir Aritsim ve-Harvot Tsurim (1772). Las cartas publicadas en la antología incluían pronunciamientos de excomunión contra los líderes jasídicos sobre la base de su culto y hábitos, todo lo cual fue visto como poco ortodoxo por los Misnagdim.. Esto incluía, entre otros, lugares de culto no autorizados y oraciones extáticas, así como cargos por fumar, bailar y beber alcohol. En total, esto se vio como una desviación radical de la norma misnagdica de ascetismo, erudición y comportamiento estoico en el culto y la conducta general, y se consideró como un desarrollo que debía suprimirse.
Entre 1772 y 1791, seguirían otros tratados mitnagdim de este tipo, todos dirigidos a los jasidim en un esfuerzo por contenerlos y erradicarlos de las comunidades judías. La más dura de estas denuncias se produjo entre 1785 y 1815, combinada con la petición al gobierno ruso de prohibir a los jasidim por ser espías, traidores y subversivos.
Sin embargo, esto no se realizaría. Después de la muerte del Gaón de Vilna en 1797 y las particiones de Polonia en 1793 y 1795, las regiones de Polonia donde hubo disputas entre mitnagdim y jasidim quedaron bajo el control de gobiernos que no querían tomar partido en los conflictos intrajudíos, pero que en cambio quería abolir la autonomía judía. En 1804, el gobierno imperial ruso legalizó el jasidismo y se frustraron los esfuerzos Mitnagdim para contener al ahora generalizado jasidismo.

## Cese de las batallas
A mediados del siglo XIX, la mayor parte del judaísmo no jasídico había interrumpido su lucha contra el jasidismo y se había reconciliado con el establecimiento de este último como un hecho. Una de las razones de la reconciliación entre los jasidim y los misnagdim fue el surgimiento del movimiento Haskalah. Si bien muchos seguidores de este movimiento eran observadores, el estado absolutista también lo utilizó para cambiar la educación y la cultura judías, que tanto misnagdim como jasidim percibían como una amenaza mayor para la religión de lo que representaban entre sí. 
En la era moderna, los Mitnagdim continúan prosperando, pero son más comúnmente llamados "Litvishe" o "Yeshivish". El término misnagdim se usó mientras se trataba de contener al ahora generalizado jasidismo.

## Litvishe
Litvishe es una palabra yiddish que se refiere a los judíos haredí que no son jasidim o sefardí haredim. Literalmente significa lituano. Si bien Litvishe funciona como un adjetivo, la forma de sustantivo plural que se usa a menudo es Litvaks. La forma del sustantivo plural hebreo que se usa con el mismo significado es Lita'im. Otras expresiones son Yeshivishe y Misnagdim. Se ha equiparado con el término "Mundo Yeshiva". 
Las palabras Litvishe, Lita'im y Litvaks son un tanto engañosas, porque también hay judíos jasídicos de Lituania y muchos judíos lituanos que no son haredim. (La referencia a Lituania no se refiere al país de ese nombre en la actualidad, sino al histórico Gran Ducado de Lituania, que también incluía toda la actual Bielorrusia y también la mayor parte de Ucrania).
Los judíos de Litvishe se identifican en gran medida con los Misnagdim, quienes "objetaron lo que vieron como una denigración jasídica del [estudio de la Torá] y la ley judía normativa a favor del énfasis indebido en la emotividad y el compañerismo religioso como caminos hacia lo Divino".  El término Misnagdim ("oponentes") está algo desactualizado ya que la oposición anterior entre los dos grupos ha perdido gran parte de su prominencia, por lo que los otros términos son más comunes.